# Мост Альфонсо XII
Мост  Альфонсо XII — железнодорожный мост через реку Гвадалквивир, находившийся в городе Севилье, разобран в 1959 году.

## История
Мост Альфонсо XII был расположен недалеко от текущего расположения моста Христа Искупителя и Олимпийского стадиона Севильи. 
После отклонения русла реки от Чапина, с последующим углублением в 1948 году реки, в указанном районе и преобразованием исторического канала в док, мост Альфонсо XII практически перестал использоваться. При этом использование моста продолжалось вплоть до 1959 года, когда был построен мост Христа Искупителя и основной грузопоток был заменён с железнодорожного транспорта на автомобильный. Часть перевозок, проходящих по мосту принял на себя мост Корта. Железнодорожные перевозки, в свою очередь, продолжились по другим мостам города.

## Характеристика
Мост представлял собой пять пролётов по 50 метров, которые опирались на четыре русловые опоры, состоящие из двух соединённых металлических цилиндров каждая. Он представлял собой металлическую конструкцию с заклепочными соединениями, и во время своего открытия он стал вторым мостом через реку Гвадалквивир, когда он проходил через город Севилью.